# 1466
| [ Edytuj tabelę ]                          | |
| Król Polski                                | - 1447 Kazimierz IV Jagiellończyk 1492 |
| Książę Albanii                             | - 1443 Skanderbeg 1468 - 1446 Lekë Dukagjini 1481 |
| Współksiążęta Andory                       | - 1461 Jaume de Cardona i Gandia 1466 - 1436 Gaston IV 1472 |
| Król Anglii                                | - 1461 Edward IV 1470 |
| Król Aragonii i Walencji, hrabia Barcelony | - 1458 Jan II Aragoński 1479 |
| Władca Azteków                             | - 1440 Montezuma I 1468 |
| Elektor Brandenburgii                      | - 1440 Fryderyk II Żelazny 1471 |
| Książę Bawarii-Landshut                    | - 1450 Ludwik IX Bogaty 1479 |
| Książę Bawarii-Monachium                   | - 1460 Zygmunt 1501 - 1465 Albert IV Mądry 1503 |
| Książę Burgundii                           | - 1419 Filip III Dobry 1467 |
| Sułtan Brunei                              | - 1433 Sulaiman 1473 |
| Cesarz Chin                                | - 1464 Chenghua 1487 |
| Król Cypru                                 | - 1464 Jakub II 1473 |
| Król Czech                                 | - 1458 Jerzy z Podiebradów 1471 |
| Król Danii                                 | - 1448 Chrystian I 1481 |
| Dalajlama                                  | - 1391 Gendun Drup 1474 |
| Władca Egiptu                              | - 1461 Chuszkadan 1467 |
| Cesarz Etiopii                             | - 1434 Zara Jaykob Konstantyn 1468 |
| Król Francji                               | - 1461 Ludwik XI 1483 |
| Hrabia Holandii                            | - 1433 Filip III Dobry (z Burgundii) 1467 |
| Władca Inków                               | - 1438 Pachacutec 1471 |
| Cesarz Japonii                             | - 1464 Go-Tsuchimikado 1500 |
| Kalif                                      | - 1455 Al-Mustandżid 1479 |
| Król Kastylii i Leónu                      | - 1454 Henryk IV 1474 |
| Patriarcha Konstantynopola                 | - 1464 Joazaf 1466 - 1466 Marek II Ksylokarawes 1466 - 1466 Symeon I z Trapezuntu 1466 - 1466 Dionizy I 1471                                                             |
| Władca Korei                               | - 1455 Sejo 1468 |
| Wielki książę litewski                     | - 1440 Kazimierz IV Jagiellończyk 1492 |
| Cesarz Majapahitu                          | - 1456 Girishawardhana 1466 - 1466 Suraprabhawa 1474 |
| Książę Mediolanu                           | - 1450 Franciszek I 1466 - 1466 Galeazzo Maria 1476 |
| Senior Monako                              | - 1458 Lambert Grimaldi 1494 |
| Wielki książę moskiewski                   | - 1462 Iwan III Srogi 1505 |
| Król Nawarry                               | - 1441 Jan II Aragoński 1479 |
| Król Norwegii                              | - 1450 Chrystian I 1481 |
| Sułtan Omanu                               | - 1451 Umar ibn al-Chattab 1490 |
| Elektor Palatynatu                         | - 1449 Fryderyk I 1476 |
| Papież                                     | - 1464 Paweł II 1471 |
| Król Portugalii                            | - 1438 Alfons V 1481 |
| Cesarz Rzymski (niemiecki)                 | - 1440 Fryderyk III Habsburg 1493 |
| Kapitanowie Regenci San Marino             | - 1465 Bartolo di Antonio Simone di Baldo 1466 - 1466 Pasquino di Antonio Marino di Venturino 1466 - 1466 Girolamo di Francesco Belluzzi Cecco di Giovanni da Valle 1467 |
| Elektor Saksonii                           | - 1464 Ernest Wettyn 1486 |
| Król Szkocji                               | - 1460 Jakub III 1488 |
| Król Szwecji                               | - 1465 Jöns Bengtsson 1466 - 1466 Eryk Axelsson (Tott) 1467 |
| Król Tajlandii                             | - 1448 Borommatrailokkanat 1488 |
| Sułtan Turków                              | - 1451 Mehmed II Zdobywca 1481 |
| Doża Wenecji                               | - 1462 Cristoforo Moro 1467 |
| Król Węgier                                | - 1458 Maciej Korwin 1490 |
| Cesarz Wietnamu                            | - 1460 Lê Thánh Tông 1497 |
| Wielki mistrz zakonu krzyżackiego          | - 1450 Ludwig von Erlichshausen 1467 |

Rok 1466 / MCDLXVI
stulecia: XIV wiek ~
XV wiek ~
XVI wiek

lata: 1456 «
1461 «
1462 «
1463 «
1464 «
1465 «
1466
» 1467
» 1468
» 1469
» 1470
» 1471
» 1476

## Wydarzenia w Polsce
- Wojna trzynastoletnia: upadły Chojnice, ostatni punkt oporu Krzyżaków. Początek rokowań pokojowych.
- 16 marca-30 marca – w Piotrkowie obradował sejm walny[1].
- 19 października – II pokój toruński zawarty między Polską oraz Litwą a zakonem krzyżackim, koniec wojny trzynastoletniej. Pomorze Gdańskie, Warmia i Ziemia chełmińska wróciły do Polski jako tzw. Prusy Królewskie, państwo krzyżackie stało się jej lennem. Zakon zobowiązał się też do przyjmowania w swoje szeregi Polaków.
- Włączono Puck do Prus Królewskich.
- obradował Sejm Wielkiego Księstwa Litewskiego w Wilnie[2].

## Wydarzenia na świecie
- 25 sierpnia – książę Burgundii Karol Zuchwały, po zdobyciu walońskiego miasta Dinant, nakazał zabicie wszystkich mieszkańców, w odwecie za lżenie jego matki.
- 23 grudnia – papież Paweł II ekskomunikował husyckiego króla Czech, Jerzego z Podiebradów.

## Urodzili się
- 16 kwietnia – Jan V Thurzo, od 1501 r. biskup wrocławski (zm. 1520)
- data dzienna nieznana:
  - Montezuma II, ostatni przed przybyciem Hiszpanów władca Azteków (zm. 1520)

## Zmarli
- 8 marca – Franciszek I Sforza, książę Mediolanu, pierwszy władca z dynastii Sforzów (ur. 1401).
- 9 maja – Elżbieta I Jagiellonka, królewna polska, księżniczka litewska, córka Kazimierza Jagiellończyka (ur. 1465)
- 13 grudnia – Donatello, rzeźbiarz włoskiego renesansu (ur. ok. 1386)
- data dzienna nieznana:
  - Girishawardhana, władca imperium Majapahit (ur. ?)